# Marcopolo San Remo
Marcopolo San Remo (se escreve também Sanremo, tudo junto) foi um dos primeiros modelos de ônibus da Marcopolo. Em diferentes versões, o San Remo foi fabricado entre os anos de 1974 e 1985. O modelo começou a ser fabricado pela Nimbus como Nimbus Haragano, empresa incorporada pela Marcopolo anos depois e atualmente extinta.

## Nimbus Haragano
O modelo na verdade começou a ser fabricado pela Nimbus, com o nome Haragano. A Nimbus, marca de carrocerias que começaram a ser produzidas em 1968 pela manufatura Furcare, empresa fundada em 1959 em Caxias do Sul, no Rio Grande do Sul. Em 1977, a Nimbus foi comprada pela Marcopolo e o Haragano recebeu modificações no ano de 1978, sendo batizado de Sanremo ou San Remo (forma mais conhecida pelo mercado).
Não foi à toa que as últimas versões do modelo Nimbus Haragano receberam o nome San Remo, da Marcopolo. A Nimbus continuou operando com esse nome até 1979, quando foi incorporada pela Invel (Indústria de Veículos e Equipamentos Especiais), empresa da Marcopolo que produzia também microônibus. Quando foi absorvida pela Invel, a planta da Nimbus continuou operando mas oficialmente sem o nome Nimbus, sendo fechada definitivamente em 1983. E ironicamente junto com o fim da produção do San Remo II.

## Primeira versão do San Remo
O ônibus Marcopolo San Remo, em sua primeira versão, foi apresentado ao mercado em 1974, época de muita concorrência no setor, quando eram disponibilizados pelas outras encarroçadoras ônibus com uma certa qualidade. E coexistiu com outro ônibus Marcopolo com boas vendagens: Veneza, criado em 1971.
Apesar de os dois ônibus serem destinados para os transportes urbanos e interurbanos, o fato de os dois praticamente viverem numa época só era perfeitamente aceitável, já que havia diferenças nas propostas entre ambos. O Veneza era uma espécie de ônibus urbano Premium da Marcopolo. O San Remo nasceu com a proposta de ter uma melhor relação custo/benefício, além de ser mais leve. Entre as características iniciais do San Remo estava o letreiro maior. A visibilidade no San Remo também foi uma das preocupações da Marcopolo que dotou o modelo com janelas amplas. Os ângulos nas partes da frente e da traseira da carroceria do San Remo passavam um ar de modernidade.
A primeira versão do San Remo foi produzida até 1979. Nesta época também, a Marcopolo teve uma planta em Minas Gerais. Era a Marcopolo Minas SA, na cidade de Betim, criada no mesmo ano. Um dos anúncios na ocasião mostrava um San Remo I que tinha no letreiro escrito Marcopolo Minas SA.

## San Remo II
No final de 1977, já como modelo 1978, o San Remo ganhava uma nova versão, denominada San Remo II, com linhas ainda mais modernas, maior espaço interno e novos materiais. A partir do San Remo II que a Marcopolo contribuiu para o desenvolvimento de um padrão novo de ônibus para o Brasil. O Projeto Padron (ou Geipot) foi desenvolvido a partir de 1977 e teve diversas etapas. Em 1978, os técnicos e engenheiros criaram as especificações técnicas para carrocerias e chassis. No ano de 1979, o relatório parcial com as características de desempenho mecânico foi entregue a três fabricantes brasileiros de chassis. Mercedes-Benz, Scania e Volvo. A última etapa consistiu na construção de cinco protótipos de carrocerias pela Marcopolo, Caio e Ciferal. Entre 1980 e 1981, os veículos circularam por oito meses em Brasília e outras seis capitais, transportando mais de 900 mil passageiros, o que permitiu que em 1983 fosse publicado o relatório final do projeto.
Foi com San Remo II que a Marcopolo produziu uma nova geração de trólebus, usada em diversos sistemas, principalmente no Estado de São Paulo, como em Araraquara e na capital paulista. O San Remo deixou de ser fabricado em linha no ano de 1983, embora que até 1985 alguns projetos especiais como de trólebus articulados receberam a carroceria. O modelo abriu caminho para o Marcopolo Torino, que tinha design misto entre o San Remo II e o Veneza II.

## Versões
Como foi possível ver mais acima no texto, o San Remo teve diversas aplicações, desde para tráfego em áreas difíceis até na concepção de um novo padrão para o transporte coletivo brasileiro. Diante de tudo isso, o San Remo recebeu diversos nomes, nas suas mais variadas versões. Alguns oficiais da Marcopolo, outros dados pelo mercado, entusiastas e profissionais que atuavam nas ruas e nas garagens. Entre os nomes se destacam: San Remo, San Remo I, San Remo Expresso, San Remo Intermunicipal, San Remo II, San Remo Padron e San Remo II Articulado.

### San Remo ST e Romeu-e-Julieta
Uma página muito curiosa da história do San Remo foi em 1978, quando o modelo recebia a frente de caminhões Mercedes-Benz, principalmente de plataformas L-1113. Esta versão, batizada de ST, lembrava uma jardineira e foi comum em outros países da América Latina, mas também pode ser vista em áreas de difícil acesso no Brasil. A robustez era uma das principais características.
Também foram vistos nesta época, Marcopolo San Remo no estilo Romeu e Julieta. Era uma espécie de antecessor do ônibus articulado. O veículo ônibus puxava um reboque que também levava passageiros.